# 黄文子老
黄文子老（きふみ の こおい、生没年不明）は、8世紀の日本の官人である。716年に出仕し、少初位下であったことが知られる。

## 概要
黄文子老は、平城宮跡で発掘された、式部省の人事考課で用いられた木簡に記されるのみである。木簡には「五番位子　少初位下黄文子老年　霊亀二年出」と書かれていた。
黄文氏は渡来系の氏族で、壬申の乱で活躍した黄書大伴がよく知られる。子老が出た霊亀2年（716年）には、大伴の子で従七位上の黄文粳麻呂が父の功により功田を与えられた。位子は6位から8位の官人の嫡子を指すので、積極的な証拠はないものの、子老を粳麻呂の子としても特に矛盾はない。